# レット・ザ・グッド・タイムス・ロール〜ザ・ミュージック・オブ・ルイ・ジョーダン
『レット・ザ・グッド・タイムス・ロール〜ザ・ミュージック・オブ・ルイ・ジョーダン』（Let the Good Times Roll: The Music of Louis Jordan）は、アメリカ合衆国のブルース・ミュージシャン、B.B.キングが1999年に発表したアルバム。ルイ・ジョーダンに捧げられたトリビュート・アルバムである。

## 背景
キングはジョーダンに関して「彼はビッグバンドやスウィングの時代に、リズム・アンド・ブルースという音楽で初めて成功を収めた」「彼は史上初のラッパーでもあった。彼のラップとライムは人々を笑わせたが、何より人々を踊りたくてウズウズさせた」と評している。
ドクター・ジョンがピアノでゲスト参加したのに加えて、「イズ・ユー・イズ、オア・イズ・ユー・エイント（・マイ・ベイビー）?」ではキングとのデュエット・ボーカルも披露した。また、ホーン・セクションを務めたハンク・クロフォード、デヴィッド・"ファットヘッド"・ニューマン、マーカス・ベルグレイヴは、レイ・チャールズとの共演でも知られる。

## 反響・評価
アメリカでは、総合アルバム・チャートのBillboard 200入りは果たせなかったが、『ビルボード』のブルース・アルバム・チャートでは2位に達した。ニュージーランドのアルバム・チャートでは合計3週トップ40入りし、最高29位を記録した。
Stephen Thomas Erlewineはオールミュージックにおいて5点満点中4点を付け「キングはジョーダンのように荒々しく熱烈な作品を出したことはないが、ジョーダンへの恩義は、アルバムの1曲目から明白に表れている」「奇妙なことに、キングはこのアルバムではさほどギターを弾いておらず、ボーカル及びバンドとの対話に集中している。ギター・ソロはいつも通り滑らかで味わい深いが、焦点は常にボーカルに当たっている」と評している。第43回グラミー賞では、「イズ・ユー・イズ、オア・イズ・ユー・エイント（・マイ・ベイビー）?」がドクター・ジョンとの連名で最優秀ポップ・コラボレーション賞を受賞した。

## 収録曲
1. エイント・ノーボディ・ヒア・バット・アス・チッキンズ - Ain't Nobody Here But Us Chickens (Alex Kramer, Joan Whitney) – 2:52
2. イズ・ユー・イズ、オア・イズ・ユー・エイント（・マイ・ベイビー）? - Is You Is Or Is You Ain't My Baby (Billy Austin, Louis Jordan) – 3:22
3. ビウェア、ブラザー、ビウェア - Beware, Brother, Beware (Morry Lasco, Dick Adams, Fleecie Moore) – 3:08
4. サムボディ・ダン・チェンジド・ザ・ロック・オン・マイ・ドア - Somebody Done Changed the Lock on My Door (Casey Bill Weldon) – 3:28
5. エイント・ザット・ジャスト・ライク・ア・ウーマン - Ain't That Just Like a Woman (They'll Do It Every Time) (Claude Demetrius, F. Moore) – 3:31
6. チュー・チュー・チ・ブギ - Choo Choo Ch'Boogie (Denver Darling, Milt Gabler, Vaughn Horton) – 2:37
7. バズ・ミー - Buzz Me (Danny Baxter, F. Moore) – 2:52
8. アーリー・イン・ザ・モーニン - Early in the Mornin' (Leo Hickman, L. Jordan, Dallas Bartley) – 4:47
9. アイム・ゴナ・ムーヴ・トゥ・ジ・アウトスカーツ・オブ・タウン - I'm Gonna Move to the Outskirts of Town (C. Weldon, Andy Razaf) – 4:50
10. ジャック、ユア・デッド! - Jack, You're Dead (Walter Bishop, Dick Miles) – 2:09
11. ノック・ミー・ア・キッス - Knock Me a Kiss (Mike Jackson, A. Razaf) – 2:41
12. レット・ザ・グッド・タイムス・ロール - Let the Good Times Roll (Sam Theard, F. Moore) – 2:39
13. カルドニア - Caldonia (F. Moore) – 2:17
14. イッツ・ア・グレイト、グレイト・プレジャー - It's a Great, Great Pleasure (L. Jordan, William Tennyson Jr.) – 2:39
15. ラスティ・ダスティ・ブルース（ママ・ママ・ブルース） - Rusty Dusty Blues (Mama Mama Blues) (J. Mayo Williams) – 4:17
16. シュア・ハド・ア・ワンダフル・タイム・ラスト・ナイト - Sure Had a Wonderful Time Last Night (C. Demetrius, F. Moore) – 3:07
17. サタデイ・ナイト・フィッシュ・フライ - Saturday Night Fish Fry (Ellis Walsh, L. Jordan) – 4:29
18. ノーボディ・ノウズ・ホエン・ユア・ダウン・アンド・アウト - Nobody Knows You When You're Down and Out (Jimmy Cox) – 4:35

## 参加ミュージシャン
- B.B.キング - ボーカル、ギター
- ドクター・ジョン - ボーカル(on #2)、ピアノ
- ニール・ラーセン - ピアノ(on #17)、ハモンドオルガン
- ラッセル・マローン - リズムギター
- ジョン・ハード - ベース
- アール・パーマー - ドラムス
- レニー・カストロ - パーカッション
- ハンク・クロフォード - アルト・サクソフォーン、ホーン・アレンジ
- デヴィッド・"ファットヘッド"・ニューマン - テナー・サクソフォーン
- マーカス・ベルグレイヴ - トランペット